# Thomas Palmer
Pour les articles homonymes, voir Palmer.
Thomas Palmer, né le 28 juin 1990 à Wagga Wagga, est un coureur cycliste australien.

## Palmarès sur piste

### Championnat du monde juniors
- 2007
  -  Champion du monde du kilomètre juniors
  -  Médaillé de bronze de la vitesse par équipes juniors
- Le Cap 2008
  -  Champion du monde de poursuite par équipes juniors (avec Luke Davison, Rohan Dennis et Luke Durbridge)
  -  Champion du monde de l'américaine juniors (avec Luke Davison)
  -  Médaillé d'argent du kilomètre juniors

### Jeux océaniens
- 2006
  -  Médaillé d'argent du scratch juniors
  -  Médaillé de bronze de la course aux points juniors

### Championnats d'Australie
- 2007
  - 3e de l'omnium juniors
- 2008
  - 2e du kilomètre juniors
  - 2e de la poursuite par équipes juniors
  - 2e de l'omnium juniors
  - 3e de l'américaine juniors
- 2009
  - 2e de la vitesse par équipes

## Palmarès sur route

### Par années
- 2006
  - 2e du championnat d'Australie sur route cadets
  - 2e du championnat d'Australie du contre-la-montre cadets
- 2007
  - 2e du championnat d'Australie du contre-la-montre juniors
- 2008
  - 3e du Tour d'Okinawa juniors
- 2009
  - 5e étape du Tour de Geelong
  - 1re étape du Tour de Nouvelle-Calédonie
  - 1re étape du Tour d'Okinawa (contre-la-montre)
- 2010
  - 9e, 10e et 12e étapes du Tour of the Murray River
  - 1re étape du Tour d'Okinawa (contre-la-montre)
  - 2e du championnat d'Australie du critérium espoirs
- 2011
  - 1re étape du Tour d'Okinawa (contre-la-montre)
  - 3e du championnat d'Australie du critérium espoirs
- 2012
  - 4e étape de la New Zealand Cycle Classic
  - Tour d'Okinawa
- 2013
  - 5e étape de la New Zealand Cycle Classic
  - Tour of the Murray River :
    - Classement général
    - 2e étape

### Classements mondiaux
| Année            | 2010 | 2011 | 2012 | 2013 | 2014 |
| ---------------- | ---- | ---- | ---- | ---- | ---- |
| UCI Asia Tour    | 156e | 188e | 191e | 75e  | 280e |
| UCI Europe Tour  |      | 875e |      |      |      |
| UCI Oceania Tour |      |      | 17e  | 26e  |      |